# Jean Crépin
Pour les articles homonymes, voir Crépin.
Jean Crépin, né le 1er septembre 1908 à Bernaville (Somme) et  mort le 4 mai 1996 à Achères-la-Forêt (Seine-et-Marne) est un général d'armée français, compagnon de la Libération, grand-croix de la Légion d'honneur. 
Commandant en chef de l'artillerie divisionnaire de la 2e division blindée (2e DB) et bras droit du Maréchal Leclerc pendant la Seconde Guerre mondiale, Jean Crépin, gaulliste de toujours, joue un rôle déterminant dans plusieurs conflits du XXe siècle. Général d'armée en 1961, il succède au général Pierre-Élie Jacquot comme Commandant en chef du secteur Centre-Europe de l'OTAN de 1963 à 1966.

## Carrière militaire
Jean Crépin entre à l'école polytechnique en 1928 et en sort deux ans plus tard officier dans l'artillerie coloniale. Servant à Manoka (Cameroun) en 1938 en tant que capitaine, il s'engage dans les FFL en août 1940, après que Philippe de Hauteclocque le lui ait demandé (cependant, il ne connaissait pas Charles de Gaulle et n'avait pas entendu l'appel du 18 Juin : « Mon capitaine, allez dire au colonel Leclerc qu'il avait deux cents hommes et qu'il en a désormais quatre cents »). Il se distingue notamment lors de l'attaque d'El Araneb où il met hors de combat 4 pièces de 77 ennemis et pendant la campagne de Tunisie sur Ksar Rhilane et dans le Djebel Melab. 
Jean Crépin est nommé à la tête de l'artillerie divisionnaire de la 2e DB début 1944, et débarque en France le 2 août 1944. Il joue un rôle capital lors de la Libération de Paris : c'est lui qui rédige et signe le fameux message « Tenez bon, nous arrivons », lancé par avion le 23 août 1944 aux FFI massés dans la cour de la préfecture de police. Deux jours plus tard, le 25 août, il obtient la capitulation du point d'appui du Luxembourg après avoir négocié avec le chef d'État-major de la garnison allemande. Il économise ainsi de nombreuses vies humaines.
Jean Crépin s'illustre de nouveau au cours des opérations du 13 au 24 novembre 1944. Le 21 novembre, il permet, grâce à ses talents d'artilleur, de rompre les lignes ennemies dans la région de Nieferhoff et Saint-Quirin. Il est l'un des principaux artisans de la victoire de Strasbourg.
Avec la Deuxième Division blindée, il va jusqu'à Berchtesgaden, la résidence d'Adolf Hitler en Allemagne. Il termine la Seconde Guerre mondiale guerre avec le grade de colonel.  
Sa femme, avec qui il a deux filles, meurt très jeune, les jambes broyées par une mine antipersonnel.
Jean Crépin suit ensuite Leclerc en Indochine (qu'il n'aime pas) avant de devenir l'adjoint du général Valluy, commandant des troupes d'Indochine du Nord.  
Il occupe en 1946 le poste de Commissaire de la République pour le Tonkin et le Nord-Annam. Il est ensuite nommé directeur adjoint des troupes coloniales en 1949, et devient général de brigade en 1950. Il sera Chef de l'État-major particulier de René Pleven (alors ministre de la Défense nationale) en 1954. 
Entre 1955 et 1958, il co-organise dans le secret avec Pierre Guillaumat, la conception du projet de bombe atomique française. 
Il est promu général de division en 1957, puis général de corps d'armée en 1959.
En 1960, il devient Commandant en chef en Algérie (où, note l'académicienne Dominique Bona, « il souffrit plus encore, conscient des enjeux mais indigné des fausses promesses et des serments brisés »).
En 1961 on le nomme Commandant en chef des forces françaises en Allemagne. Il reçoit la même année ses étoiles de général d'armée.
En 1963, il est nommé Commandant en Chef Centre-Europe (CINCCENT) et prend le Commandement des Forces alliées en Centre-Europe (AFCENT) de l'OTAN jusqu'en 1966.
En septembre 1967, à la demande du ministre des Armées Pierre Messmer, il devient PDG de Nord-Aviation et est membre titulaire du Conseil supérieur de la Guerre.
Trois ans plus tard, en 1970, il accède au poste de vice-président de la SNIAS et devient président d'Euromissile.
Il meurt le 4 mai 1996 dans sa maison à Achères-la-Forêt, à l'âge de quatre-vingt-sept ans.

## Distinctions
- Grand-croix de la Légion d'honneur
- Compagnon de la Libération par décret du 3 juin 1943[1]
- Croix de guerre 1939–1945 (5 citations)
- Croix de guerre des Théâtres d'opérations extérieurs
- Croix de la Valeur militaire
- Médaille de l'Aéronautique
- Médaille coloniale avec agrafes « Fezzan », « Tripolitaine », « Tunisie », « E-O »
- Ordre du Service distingué (GB)
- Silver Star Medal (USA)
- Officier de la Légion du Mérite (USA)
- Bronze Star Medal (USA)
- Presidential Unit Citation (USA)
- Grand-croix, 1re classe de l'ordre du Mérite (RFA)